# Sjællandsfar Landsting
Sjællandsfar Landsting var et landsting der i perioden 1584-1805 blev holdt i den nordlige korsarm i Skt. Bendts Kirke i Ringsted. 
Landstinget var en videreførelse af det gamle Sjællands Landsting, der blev holdt i Ringsted i middelalderen. Danmarks tre hovedting lå i middelalderen i Ringsted, Viborg og Lund. 
Landstinget blev nedlagt i 1805, og dets funktioner blev overtaget af Den kongelige Landsoverret samt Hof- og Stadsret i København.

## Landsdommere
Denne liste er ufuldstændig; hjælp gerne med at udfylde den.
- (1300-tallet): Jens Gyrsting
- 1327 og 1333: Johannes Mogensen Grubbe
- (nævnt 1496): Niels Henriksen Arenfeldt til Gundetved (død 1533)
- 1530-1551: Basse Christoffersen Basse til Sørup
- 1551-1552: Claus Daa til Ravnstrup og Holmegård (død 1574)
- 1553/55-1583: Herluf Skave til Eskildstrup (død 1583)
- 1562-1566: Bjørn Andersen Bjørn til Stenalt m.m. (1532-1583)
- 1572 & 1590-1605: Lave Beck til Førslev m.m. (1530-1607)
- 1582-1590: Anders Dresselberg til Vognserup (1543-1613)
- 1605: Vilhelm Dresselberg til Vognserup m.m. (død 1620)
- 1622/24-1630: Axel Urne til Ryegård m.m. (1591-1626)
- 1624-1630: Jakob Ulfeldt til Bavelse (ca. 1600-1631)
- 1630-1662: Jørgen Seefeld til Refsnæs m.m. (1594-1662)
- 1662-1668: Christen Steensen (død 1668)
- 1662-1672: Oluf Brockenhuus til Hjuleberg (1611-1672)
- 1668-1673: Jesper Hiort (1641-1673)
- 1672-1677: Christopher Ucken (1636-1677)
- 1673-1690: Andreas von Engberg til Ravnstrup (død 1690)
- 1677-1692: Holger Parsberg (1636-1692)
- 1684-1690: Rasmus Schøller (1639-1690)
- 1690-1706: Hans Ehm (død 1706)
- 1692-1707: Tage Thott til Eriksholm m.m. (1648-1707)
- 1707-1725: Ole Bornemann til Hagested m.m. (1673-1725)
- 1711-1723: Povl Eggers til Basnæs (død 1723)
- 1715-1747: Johannes Christensen til Bonderup og Tersløsegård (død 1747)
- 1732-1745: Peder Benzon Mylius (1689-1745)
- 1745-1788: Hans Christopher Hersleb (1722-1788)
- 1746-1764: Peder Kraft til Kattrup og Nørager (1711-1764)
- 1749-1799: Frederik Brabrand til Sonnerupgård (1714-1799)
- 1750-1777: Niels de Hofman til Ravnstrup (1717-1785)
  - 1758-1789: Otto Christopher von Munthe af Morgenstierne til Bækkeskov (1735-1809), vicelandsdommer
  - 1769-1788: Jens Bruun de Neergaard til Svenstrup (1742-1788), vicelandsdommer
  - 1781-1791: Adam Gottlob Severin Kraft til Ødemark (1752-1828), vicelandsdommer (suspenderet 1791, fradømt embedet 1795)
- 1788-1791: Hans de Brinck-Seidelin til Eriksholm m.m. (1750-1831, vicelandsdommer fra 1773)
  - 1790-1805: Hans Nicolai Nissen (1755-1815), professor ved Sorø Akademi, vicelandsdommer
  - 1799-1802: Niels Emanuel de Thygeson til Mattrup m.m. (1772-1860), vicelandsdommer